# Idaea marginepunctaria
Idaea marginepunctaria là một loài bướm đêm trong họ Geometridae.